# 蔣友常
蔣友常（1978年11月9日—），籍貫浙江奉化，生於中華民國台北市，蔣經國之孫，蔣介石之曾孫，擁有中華民國、加拿大國籍。曾參與橙果設計公司，曾任捷安特美學中心設計總監，JIA品家家品副總，現為常言道創意有限公司負責人。

## 生平
中文名方面，1978年11月10日祖父蔣經國曾去電在紐約之宋美齡：
|  | 「……勇兒於昨晚七時得一男生產順利母子平安請勿念敬向大人報喜祝賀父親生前曾謂今後曾男孫可以松柏常青四字為序名之勇兒之二男是否可名為友常請大人指示敬請福安兒經國媳方良跪稟十一月十日」 |

祖父為蔣經國，祖母為蔣方良，父親為蔣孝勇，母親為蔣方智怡，哥哥為蔣友柏，弟弟為蔣友青。
1988年，隨其家庭，移民加拿大。紐約大學金融學系與經濟學系雙學位，畢業後移居美國三藩市，並曾在帕森設計學院設計管理學系學習。
2003年，回台灣與哥哥蔣友柏合作開設「橙果設計公司」。2007年婚後，定居香港，成立「品家家品」（JIA inc）設計品牌。
2008年離婚後回台，擔任捷安特美學中心設計總監，定居台中。
2020年，以太太郭秋君為代表人成立常言道創意有限公司，定居台北。

## 家庭
2007年9月25日於加拿大與從事珠寶設計的香港移民陸敬賢結婚，婚後定居香港，但兩人婚姻僅維持九個月即離婚。
2012年6月，與從事瑜珈教學的郭秋君於台中結婚。

## 兵役問題
由母親蔣方智怡以其名義出資，在台灣投資超過一千萬元，取得「僑民役男」身份辦理緩徵，並以此方式撐過除役年齡（36歲），不必服中華民國兵役，亦包含其兄蔣友柏、其弟蔣友青也都以在台投資的方式未服兵役。